# 复旦大学信息科学与工程学院
复旦大学信息科学与工程学院是复旦大学的一个下属院系，是复旦大学规模最大的学院之一，成立于2000年5月。其前身是复旦大学计算机科学系、电子工程系、物理系激光物理教研组、半导体物理教研组(部分)、国家高性能计算中心（上海）、上海应用物理研究中心等单位。

## 学院机构
信息科学与工程学院下设6系、2院和6个研究中心（含二个国家重点实验室、一个教育部重点实验室和一个上海市重点实验室）。 

### 系
- 电子工程系
- 光科学与工程系
- 通信科学与工程系
- 微电子学系
- 光源与照明工程系

### 研究院
- 复旦大学微电子研究院

### 研究中心
- 专用集成电路和系统国家重点实验室(复旦大学)
- 先进光子学材料与器件国家重点实验室(复旦大学)
- 教育部波散射与遥感重点实验室(复旦大学)
- 上海市智能信息处理重点实验室(复旦大学)
- 复旦大学—国际商业机器中国有限公司（IBM）工程技术联合研究中心
- 复旦大学数字多媒体无线通信技术研究中心

## 学院历史
- 2000年5月学院成立初期下设 4 个系：电子工程系、计算机科学与工程系、光科学与工程系、通信科学与工程系。全院教职工460人。
- 2001年6月，学院增建2个系：微电子学系、计算机与信息技术系。
- 2002年9月，依托学院综合优势，成立了二个院：软件学院和微电子研究院。
- 2008年9月，原计算机科学与工程系、计算机与信息技术系和软件学院等机构被划出，组建复旦大学计算机科学技术学院。
- 2008年12月，原为独立系的复旦大学光源与照明工程系作为二级系并入信息科学与工程学院，使得原先只有弱电（电子）学科的本学院拥有了强电（电气）学科同时也是全国唯一的电光源系。

## 师资力量
学院拥有一批复旦大学首席教授、著名教授、博士生导师和优秀的中青年学科带头人、骨干教师。365名教职工中，中科院院士1名，中国工程院院士2名，教授62名（博导46名），副教授108名。兼职教授8名，讲座教授1名。

### 两院院士
- 范滇元 工程院院士、教授 研究方向：高功率激光物理与技术；光与物质相互作用和超快过程
- 干福熹 中科院院士、教授 研究方向：低维磁学和磁存储 ；光与物质相互作用和超快过程；材料的光学与光谱性质
- 王威琪 工程院院士、教授 研究方向：医学信息技术与系统；医学超声；医学检测系统

### 长江学者
- 陈良尧 博导、长江特聘教授 研究方向：光学：固体的光学性质及磁光特性研究
- 刘　冉 博导、长江特聘教授 研究方向：微电子学与固体电子学：微电子学与固体电子学：微电子材料和工艺
- 汪源源 博导、复旦特聘教授 研究方向：电路与系统生物医学工程:医学信息技术与系统；医学超声；医学信号处理
- 周　电 博导、长江特聘教授 研究方向：微电子学与固体电子学:高速VLSI 系统、集成电路计算机辅助系统 工具和算法